# Teddy Hart
Pour l’article homonyme, voir Hart.
Theodore Annis, né le 2 février 1980 à Calgary, Alberta est un lutteur professionnel (catcheur) américain. Il est connu sous le nom de ring de Teddy Hart, en référence à son appartenance à la famille Hart.
Doué dès ses premières années, il signe un contrat avec la World Wrestling Federation (WWF) en 1998 mais des problèmes de comportements poussent les officiels de la WWF de le renvoyer. En 2002 et 2003, il apparaît à la Total Nonstop Action Wrestling et à la Ring of Honor et obtient même une deuxième chance à la World Wrestling Entertainment où il fait encore une fois plus parler de lui pour ses problèmes de comportements que pour la qualité de ses prestations sur le ring. Il participe à l'émission Wrestling Society X en 2006 et obtient une troisième et dernière chance à la WWE en 2007 qui se termine encore une fois par son renvoi.

## Jeunesse
Annis grandit auprès de son père le catcheur B.J. Annis, sa mère Georgia Hart ayant divorcé de son mari. Durant sa jeunesse ce sont des prostituées que côtoie son père qui l'initie à la consommation de drogue. Il déclare d'ailleurs qu'il doit son éducation au cannabis et aux champignons hallucinogènes. 

## Carrière

### Débuts au Canada (1995-1999)
Annis fait son premier combat à la Stampede Wrestling avec son frère Matthew et ils battent Harry Smith et T.J. Wilson. Il change de nom de ring pour celui de Teddy Hart en 1997.
En 1998, il signe un contrat avec la World Wrestling Federation (WWF) et part parfaire son entraînement auprès de Dory Funk, Jr.,. Cependant des problèmes de comportements et des problèmes avec la drogue notamment, mettent fin à ce contrat. 
Un an plus tard, il commence à enseigner le catch aux enfants en déclarant :

« Cette école donne aux enfants la chance de faire ce qu'ils veulent. Je leur enseigne ce qu'ils veulent apprendre en leur montrant comment faire proprement et en toute sécurité. Ceci est leur terrain de jeu. »

### Deuxième retour à la AAA (2018-...)
Le 25 août 2018 lors de Triplemania XXVI, il perd un Lumberjack Tag Team match avec Juventud Guerrera et Jack Evans contre Superfly, Chessman et Averno.

### Autres fédérations
Le 6 avril 2018 lors de Impact vs Lucha Underground, Scott Steiner et Teddy Hart battent OVE.
Le 19 juillet 2018 lors de MLW Battle Riot, il gagne avec Davey Boy Smith Jr. contre Rich Swann et ACH. 
Le 8 décembre lors de House of Hardcore 52 : Indie Darlings, il perd avec Rich Swann contre les Briscoe Brothers.

## Palmarès
- Ballpark Brawl
  - 1 fois champion poids-lourds Natural[10]

- Jersey All Pro Wrestling (JAPW)
  - 1 fois champion poids-lourds JAPW[11]
  - 1 fois champion poids-lourds léger de la JAPW[12]
  - 2 fois champion par équipe JAPW (avec Jack Evans puis Homicide)[13]

- Major League Wrestling (MLW)
  - 1 fois MLW Tag Team Championship avec Davey Boy Smith, Jr. et Brian Pillman, Jr.[14]

- Omega Pro Wrestling (OPW)
  - 1 fois champion Top Crown de l'OPW[15]

- Power Wrestling Alliance (PWA)
  - 1 fois champion des poids mi-lourds de la PWA[16]

- Pro Wrestling eXpress (PWX)
  - 1 fois champion par équipe d'Amérique du Nord de la National Wrestling Alliance[17]

- Real Canadian Wrestling (RCW)
  - 2 fois champion par équipe de la RCW (avec Kato puis Pete Wilson)[18]

- Stampede Wrestling
  - 1 fois champion par équipe International de la Stampede avec Bruce Hart[19]

## Récompenses des magazines
- Pro Wrestling Illustrated

| Année | 2004 | 2005 | 2006 | 2007 | 2008 | 2009 | 2010 | 2011       | 2012       | 2013 | 2014       | 2015 |
| ----- | ---- | ---- | ---- | ---- | ---- | ---- | ---- | ---------- | ---------- | ---- | ---------- | ---- |
| Rang  | 249  | 300  | 421  | 320  | 236  | 197  | 224  | Non classé | Non classé | 294  | Non classé | 322  |